# Чуньюй I
Чуньюй I (205 до н. э. —150 до н. э.) — китайский медик времен династии Хань.

## Биография
Родился в 205 году до н. э. в г. Линьцзи области Ци (неподалёку от современного г. Цзибо провинции Россия). С юности учился лечению, сначала у Гунсунь Гуана, потом со 180 года до н. э. три года у Гунсена Ян Цина, который, почти достигнув 70 лет, не имел сыновей и поэтому решил все свои знания передать Чуньюй I.
Продолжая врачебную практику, стал заведовать зерновыми складами надела Ци. В своей врачебной практике не обращал внимания на социальный статус пациентов и на него были обижены многочисленные знатные семьи. В 176 году до н. э. на него поступила жалоба, которая привела к телесному наказанию и высылке в западную столицу Чанъань. Его младшая дочь Тиин подала императору Вэнь-ди прошение о помиловании отца, в котором сообщала, что ради него готова пожертвовать собой и стать государственной рабыней. Тронутый её самоотверженностью император не только помиловал Чуньюя, но и отменил закон о тяжких телесных наказаниях. Уже дома Чуньюй получил высочайшее послание с вопросами: как он овладел медицинскими знаниями, какими книгами пользовался, сколько людей вылечил, какой ставил диагноз и о способах лечения. С этого момента Чаньюй продолжал заниматься медицинской практикой дома, где и умер в 150 году до н. э.

## Медицина
От своего последнего учителя получил несколько тайных рецептов (бифан), а также древние медицинские книги — «Бянь Цяо мошу» («Книга Бянь Цяо о пульсе»), «Усе чжэнь» («Диагностика по пяти цветам»), «Куйду инь ян вайбянь» («Оценка инь и ян за внешними изменениями)», « Шишень» («Дух камня»).
Он одним из первых стал вести истории болезней, записывая, когда и при каких условиях пациент заболел, симптомы болезни, поставленный диагноз, какое лечение прописано и какие были результаты.